# Bombardierung von Valparaíso

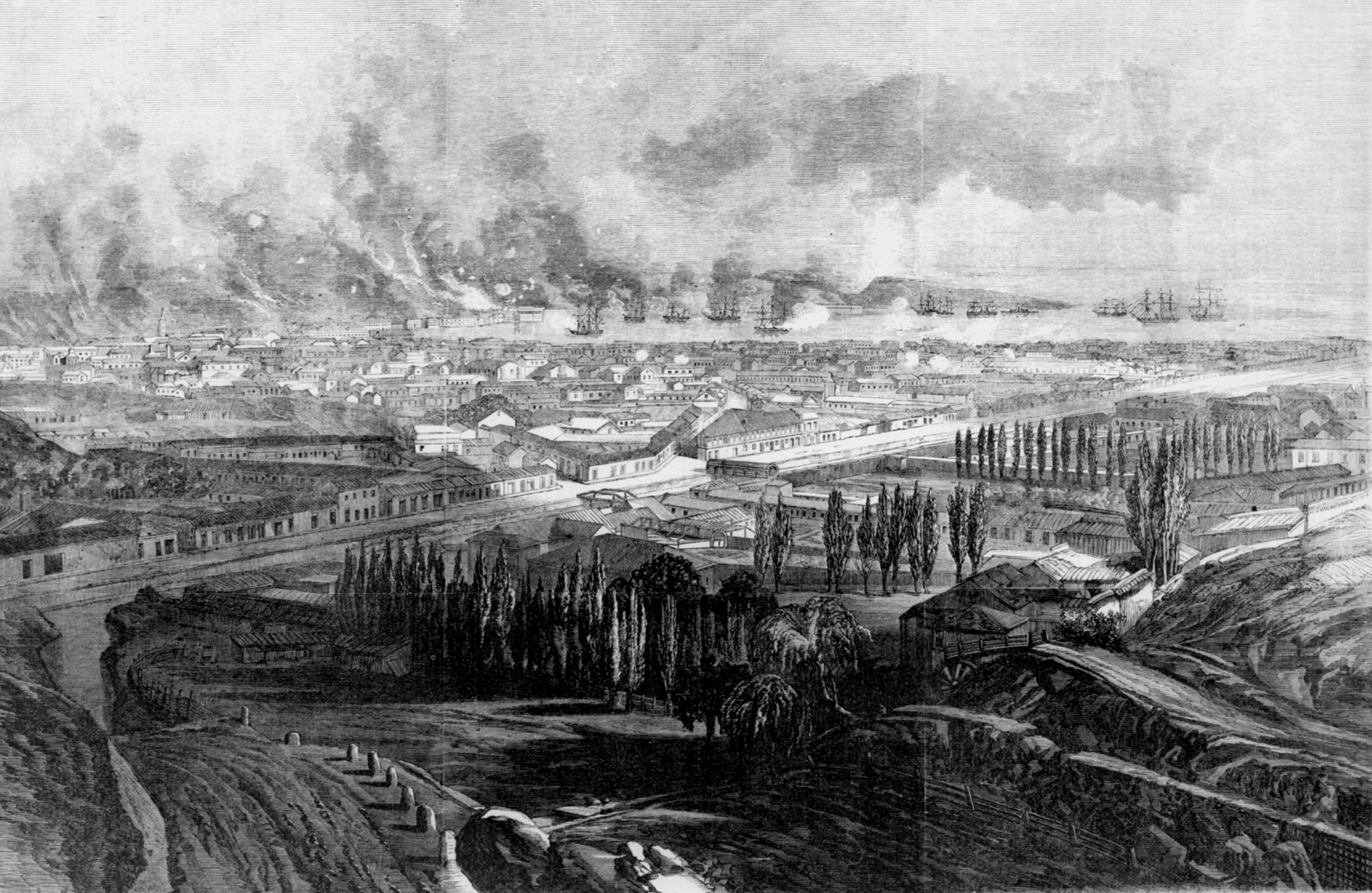
Bombardierung von Valparaíso

Die Bombardierung von Valparaíso am 31. März 1866 war eine Kriegshandlung während des Spanisch-Südamerikanischen Krieges und wurde international als ein Kriegsgräuel eingestuft. Sie führte letztlich dazu, dass während der Brüsseler Konferenz von 1874 festgelegt wurde, dass nur befestigte Städte bombardiert werden dürften.

## Hintergrund
Ein schon länger bestehender Konflikt zwischen Spanien und Chile eskalierte im September 1865 zum Krieg. Spaniens Kriegsziel war es zunächst, die chilenische Flotte zu vernichten. Dieses Ziel konnte jedoch nicht erreicht werden, vielmehr unterlag die spanische Marine zweimal der chilenischen. Gegen Ende März 1866 näherte sich die spanische Flotte der chilenischen Küstenstadt Valparaíso und drohte, die unbefestigte Stadt unter Beschuss zu nehmen. Vor der Eröffnung des Panama-Kanals war Valparaíso der erste größere Hafen, den Schiffe nach der Umfahrung von Kap Hoorn erreichten. Deshalb war im 19. Jahrhundert der Hafen der Stadt der dominierende am südlichen Pazifik und neben San Francisco einer der beiden bedeutendsten Häfen an der Westküste Amerikas. Aus diesem Grund lagen britische und US-amerikanische Kriegsschiffe im Hafen von Valparaíso, die der spanischen Flotte mit einem Seegefecht drohten, falls diese die unbefestigte und nicht verteidigungsfähige Stadt angreifen sollte. Der spanische Admiral Casto Méndez Núñez bot allerdings nur eine Vorwarnzeit von vier Tagen an. Dies sollte den zahlreichen Händlern in der Stadt, die Bürger neutraler Staaten waren, die Gelegenheit geben, sich und ihre Waren in Sicherheit zu bringen. Dies allerdings unterblieb aus mehreren Gründen: Zum einen vertrauten die Einwohner darauf, dass wegen der im Hafen liegenden britischen und US-amerikanischen Schiffe ein Bombardement unterbleiben würde. Zum anderen hatte der in der Stadt befindliche britische Botschafter Thomson gegenüber der Bevölkerung von Valparaíso die Ansicht vertreten, dass eine unbefestigte und nicht geschützte Stadt vor einem Angriff sicher sei. Am 31. März 1866 wurde die Stadt von der spanischen Flotte jedoch sechs Stunden lang unter Beschuss genommen. Aufgrund der Vorwarnungen kamen dabei nur fünf Menschen ums Leben.

## Reaktionen
Ähnlich wie zwölf Jahre zuvor bei der Bombardierung von Greytown kam es international zu scharfen Protesten. In der Presse wurde das Bombardement, das sich gegen ungeschützte Zivilisten richtete, als barbarisch bezeichnet. Im britischen Unterhaus wurde das Vorgehen als ein Verbrechen gegen die Menschlichkeit bezeichnet. Zahlreiche Regierungen protestierten scharf gegen dieses Vorgehen. Die Bombardierung von Valparaíso führte letztlich dazu, dass in der Brüsseler Erklärung von 1874 in Artikel 15 festgelegt wurde, dass nur befestigte Städte bombardiert werden dürften und dies nach Vorwarnung zu erfolgen habe.

## Belege

### Einzelbelege
1. 1 2   Lemnitzer, S. 82